# Ferrovia Voghera-Varzi
La ferrovia Voghera-Varzi è stata una linea ferroviaria italiana in concessione, in esercizio tra il 1931 ed il 1966, che collegava Voghera con Varzi, nell'Oltrepò Pavese (Lombardia).

## Storia

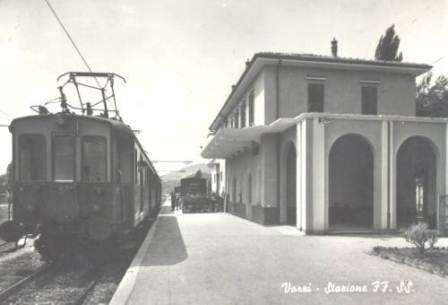
Stazione di Varzi

Nel 1909 la Società Anonima Alta Italia di ferrovie economiche e imprese affini ottenne dallo Stato la concessione per una linea ferroviaria lunga 31,451 km tra Voghera, Rivanazzano, Molino del Conte e Varzi, a scartamento normale con trazione a vapore; nel 1911 la società concessionaria, dopo aver fatto approvare i progetti esecutivi, si dichiarò non in grado di adempiere agli obblighi della concessione, decadendo dalla stessa nel 1915.
Il collegamento ferroviario era tuttavia molto richiesto dalle popolazioni locali, che intendevano valorizzare il proprio territorio e le terme di Salice; nella primavera del 1924 a Milano nacque a tale scopo la Società Anonima per la Ferrovia Voghera-Varzi (FVV) e venne approntato, a cura dall'ingegnere Ernesto Besenzanica, che era cointeressato nella suddetta società, il progetto della ferrovia.

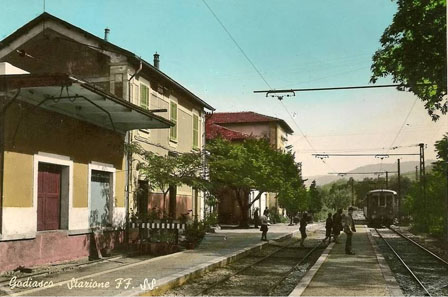
La stazione di Godiasco in una cartolina a colori

Ottenuta la concessione con Regio Decreto n° 2573 del 31 dicembre 1925, i lavori iniziarono nei primi mesi del 1926 e si conclusero con l'inaugurazione il 25 dicembre 1931.
Nel 1940, alla vigilia della seconda guerra mondiale, la società venne fusa con la Società per le Ferrovie Adriatico Appennino (FAA), che aveva anch'essa sede sociale a Milano. Durante il conflitto la ferrovia subì pesanti danni (tra cui la distruzione dell'elettromotrice 22), tanto da costringere nel 1944 la FAA a sospendere l'esercizio.
Riattivata a guerra finita, la linea fu oggetto nel 1965 di un progetto di rinnovamento che prevedeva, tra l'altro, la sostituzione dell'armamento, l'acquisto di nuovi mezzi di trazione (una locomotiva e un'elettromotrice), la ricostruzione della stazione di Voghera e la soppressione di alcuni passaggi a livello incustoditi. Il progetto non ebbe seguito ed anzi, nello stesso anno, con decreto ministeriale n. 4305 del 9 dicembre 1965, si decise la soppressione della ferrovia, nell'ambito della politica dei cosiddetti "rami secchi"; dal 1º agosto 1966 la ferrovia fu soppressa e sostituita da un servizio di autobus. Il materiale rotabile venne trasferito nel 1970 in massa alla Ferrovia Sangritana, dopo aver inutilmente tentato di cederlo ad altre società, tra cui le Ferrovie Nord Milano e la gestione commissariale governativa della ferrovia Torino-Ceres.
Nel 1969 fu smantellato il tratto Godiasco-Varzi, mentre il tratto Voghera-Godiasco fu preservato e tornò ad essere percorso da treni dal 1978 sino a metà anni novanta, in quanto presso Godiasco sorgeva un deposito carburanti dell'Esercito Italiano raccordato alla ferrovia; in seguito anche tale tratta venne abbandonata e demolita.
Il percorso della ferrovia è stato riutilizzato per la costruzione di una Greenway tra Milano e Varzi, risultando di facile sfruttamento in quanto già privato dei binari e prevalentemente rettilineo. Nel 2014 è stato inaugurato il tratto da Voghera a Codevilla che è stato prolungato successivamente fino a Salice Terme e nel 2021 fino a 2 km di distanza da Varzi.

## Caratteristiche
La linea era una ferrovia a scartamento ordinario interamente a binario unico, con trazione elettrica in corrente continua a 3.000 V tramite linea aerea di contatto; la sottostazione elettrica che forniva energia a tutto il tracciato era posta presso la stazione di Godiasco. Il percorso era lungo 32,367 km, con pendenza massima del 18 per mille, e correva quasi interamente a ridosso del torrente Staffora.

### Percorso
| Unknown route-map component "d" | Unknown route-map component "CONTgq" | Transverse track | Unknown route-map component "STR+r" | Unknown route-map component "d" |

| Unknown route-map component "d" |  | Unknown route-map component "exKBHFa" | Station on track | Unknown route-map component "d" |

| Unknown route-map component "d" |  | Unknown route-map component "exKRWg+l" | Unknown route-map component "eKRWgr" | Unknown route-map component "d" |

| Unknown route-map component "d" |  | Unknown route-map component "exSTR" | Unknown route-map component "ABZgl" | Unknown route-map component "dCONTfq" |

| Unknown route-map component "d" |  | Unknown route-map component "exDST" | Straight track | Unknown route-map component "d" |

| Unknown route-map component "d" |  | Unknown route-map component "exhKRZWae" | Unknown route-map component "hKRZWae" | Unknown route-map component "d" |

| Unknown route-map component "d" |  | Unknown route-map component "exSTR" | One way leftward | Unknown route-map component "dCONTfq" |

| Unknown route-map component "exHST" |

| Unknown route-map component "exBHF" |

| Unknown route-map component "exBHF" |

| Unknown route-map component "exBHF" |

| Unknown route-map component "exBHF" |

| Unknown route-map component "exBHF" |

| Unknown route-map component "exBHF" |

| Unknown route-map component "exHST" |

| Unknown route-map component "exHST" |

| Unknown route-map component "exBHF" |

| Unknown route-map component "exWBRÜCKE1" |

| Unknown route-map component "exHST" |

| Unknown route-map component "exBHF" |

| Unknown route-map component "exHST" |

| Unknown route-map component "exKBHFe" |

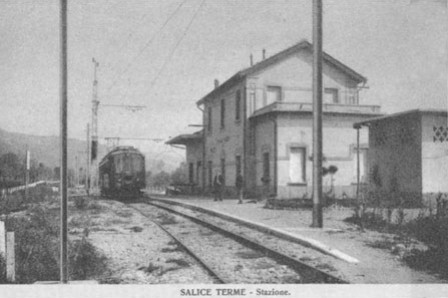
Treno FVV a Salice Terme

Il capolinea settentrionale si trovava a Voghera in una stazione dedicata, situata di fronte alla stazione FS di Voghera, alla quale la linea era collegata da un raccordo. Il binario della linea iniziava correndo parallelo alla ferrovia per Piacenza e, una volta attraversato lo Staffora, piegava verso sud descrivendo una grande curva che sovrappassava la strada provinciale 10, interessata dal percorso della tranvia Voghera-Stradella, attiva fra il 1883 e il 1931.
La ferrovia si portava quindi parallela alla strada provinciale 1, servendo nell'ordine la fermata di Torrazza Coste e le stazioni di Codevilla e Retorbido, fino a giungere alla stazione di Rivanazzano dopo aver nuovamente raggiunto lo Staffora.
Da qui la ferrovia manteneva la sponda opposta rispetto al percorso della tranvia Voghera-Rivanazzano-Salice Terme, attivata nel 1891 fino a Rivanazzano e da qui al capolinea nel 1909, a soli venti anni dalla sua soppressione. Quest'ultima osservava un'ulteriore località intermendia denominata "prima fermata".
La linea proseguiva dunque alla volta della stazione di Godiasco, seguita dalle fermate di San Desiderio, Pozzol Groppo e Cecima e dalla stazione di Ponte Nizza.
Un'altra fermata, a San Ponzo Semola, seguiva l'attraversamento del torrente Nizza e precedeva la stazione di Bagnaria; si incontravano infine la fermata di Ponte Crenna e la stazione capolinea meridionale di Varzi.

## Materiale rotabile

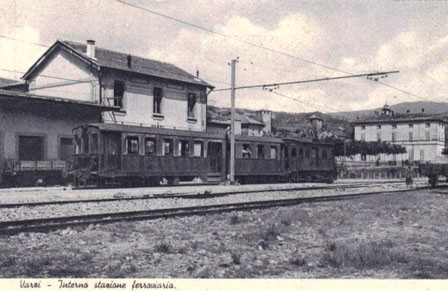
Rimorchiata al traino di una locomotiva a Varzi

Sulla ferrovia entrarono in servizio tre elettromotrici classificate ACD 21 ÷ 23, due locomotive elettriche 51 ÷ 52 e cinque rimorchiate pilota. Nel 1957 entrò in servizio una nuova elettromotrice, classificata ABD 22, che sostituiva l'elettromotrice 22 distrutta durante la guerra.
Nel parco rotabili della ferrovia figuravano anche sei carrozze a due assi e terrazzini, alcune delle quali provenienti dalla ferrovia Bribano-Agordo, e trentadue carri merci (otto pianali, dodici a sponde, dodici chiusi con garitta per il frenatore) a due assi.

### Materiale motore - prospetto di sintesi
| Tipo           | Unità       | Anno di acquisizione | Costruttore | Rodiggio | Potenza | Velocità massima |
| -------------- | ----------- | -------------------- | ----------- | -------- | ------- | ---------------- |
| Elettromotrici | ACD 21 ÷ 23 | 1931                 | OMS-TIBB    | Bo Bo    | 600 CV  | 80 km/h          |
| Elettromotrice | ABD 22      | 1957                 | Breda       | Bo Bo    | 815 CV  | 100 km/h         |
| Locomotive     | 51 ÷ 52     | 1931                 | TIBB        | Bo Bo    | 600 CV  | 45 km/h          |

## La Voghera-Varzi oggi
La Greenway Voghera-Varzi è l'ultimo tratto della Greenway Milano-Varzi. La Greenway ricalca il percorso dell'ex-ferrovia, che è stato asfaltato e costeggia la strada provinciale SP461 del Penice per la quasi totalità del percorso.
L'ultimo tratto è stato inaugurato il 19 giugno 2021 con una cerimonia tenutasi a Bagnaria.